# Pentti Irjala
Pentti Irjala (23 de septiembre de 1911-25 de junio de 1982) fue un actor teatral, cinematográfico y televisivo finlandés.

## Biografía
Nacido en Kemi, Finlandia, su padre era Feodor Irjala.
Su carrera como actor se inició en los años 1930 actuando por las noches en el Teatro de Kemi. Tras la Segunda Guerra Mundial, Irjala trabajó como actor y director en Oulu, en el Kaupunginteatteri de Joensuu (1946–1948), en Kuopio (1948–1952) y en el Intimiteatteri de Helsinki (1952–1959). En 1959 se incorporó al Teatro Nacional de Finlandia, donde desempeñó importantes papeles hasta su jubilación en 1978. 
Irjala actuó en 120 producciones cinematográficas entre 1949 y 1979. Solamente en los años 1950 trabajó en 90 cintas, principalmente comedias, aunque también rodó películas dramáticas, siendo sus papeles habitualmente de reparto. 
Entre las películas más conocidas de Irjala figuran la comedia Hilmanpäivät (1954), la cinta de Edvin Laine Tuntematon sotilas (1955), el drama 1918 – mies ja hänen omatuntonsa (1957) y Mies tältä tähdeltä (1958). Irjala trabajó con frecuencia en películas de la serie dedicada a Pekka Puupää, así como con los directores Aarne Tarkas, Matti Kassila y Edvin Laine. Además en los años 1960 y 1970 actuó en varias ocasiones bajo la dirección de Spede Pasanen. La última película de Irjala fue Natalia (1979), y en la misma actuó junto a Saara Ranin y Uljas Kandolin.
Además, Irjala actuó también para la radio y la televisión, y fue actor de voz. Por su trayectoria artística, en el año 1972 fue premidao con la Medalla Pro Finlandia. 
Pentti Irjala falleció en Helsinki, Finlandia, en 1982, a los 70 años de edad, siendo enterrado en el Cementerio de Hietaniemi de dicha ciudad. En su época teatral en Oulu se casó con la actriz Pia Hattara, permaneciendo ambos unidos hasta la muerte del actor.

## Filmografía (selección)
- 1950 : Tapahtui kaukana
- 1951 : Kesäkapina
- 1951 : Radio tekee murron
- 1952 : Muhoksen Mimmi
- 1952 : Niskavuoren Heta
- 1954 : Kovanaama
- 1954 : Hilmanpäivät
- 1954 : Kummituskievari
- 1955 : Kunnian kukko
- 1955 : Rakkaus kahleissa
- 1955 : Villi Pohjola
- 1955 : Sankarialokas
- 1955 : Tuntematon sotilas
- 1955 : Pekka ja Pätkä pahassa pulassa
- 1955 : Pekka ja Pätkä puistotäteinä
- 1955 : Kiinni on ja pysyy
- 1956 : Elokuu
- 1956 : Silja – nuorena nukkunut
- 1956 : Tyttö lähtee kasarmiin
- 1956 : Tyttö tuli taloon
- 1957 : Pekka ja Pätkä ketjukolarissa
- 1957 : Pekka ja Pätkä sammakkomiehinä
- 1957 : Vääpelin kauhu
- 1957 : Kuriton sukupolvi
- 1957 : 1918 – mies ja hänen omatuntonsa
- 1958 : Sven Tuuva
- 1958 : Asessorin naishuolet
- 1958 : Paksunahka
- 1958 : Mies tältä tähdeltä
- 1958 : Pekka ja Pätkä Suezilla
- 1958 : Pekka ja Pätkä miljonääreinä
- 1959 : Vatsa sisään, rinta ulos!
- 1960 : Pekka ja Pätkä neekereinä
- 1960 : Kaks’ tavallista Lahtista
- 1960 : Komisario Palmun erehdys
- 1960 : Justus järjestää kaiken
- 1961 : Minkkiturkki
- 1961 : Tyttö ja hattu
- 1961 : Oksat pois...
- 1961 : Mullin mallin
- 1961 : Pikku Pietarin piha
- 1962 : Tähdet kertovat, komisario Palmu
- 1962 : Hän varasti elämän
- 1962 : ”Ei se mitään!” sanoi Eemeli
- 1963 : Turkasen tenava!
- 1967 : Pähkähullu Suomi
- 1967 : Työmiehen päiväkirja
- 1970 : Speedy Gonzales – Noin 7 veljeksen poika
- 1970 : Akseli ja Elina
- 1970 : Jussi Pussi
- 1971 : Aatamin puvussa... ja vähän Eevankin
- 1973 : Pohjantähti
- 1974 : Sujut
- 1979 : Natalia

### Actor de voz
- 1962 : Snow White and the Seven Dwarfs (1937)
- 1975 : Flåklypa Grand Prix